# Elodes lindensis
Elodes lindensis es una especie de coleóptero de la familia Scirtidae.

## Distribución geográfica
Habita en Australia.